# Campionato nordamericano maschile under 17 di calcio 1991
Il Campionato nordamericano di calcio Under-17 1991 è stata la quinta edizione e la prima sotto questa denominazione della competizione omonima organizzata dalla CONCACAF.
Si è tenuto dal 24 marzo al 4 aprile in Trinidad e Tobago e ha visto il Messico conquistare il torneo.
Messico, Stati Uniti e Cuba guadagnarono inoltre l’accesso al Campionato mondiale di calcio Under-17 1991 che si svolse in Italia. 

## Primo turno

### Gruppo A
| Pos. | Squadra   | Pt | G | V | N | P | GF | GS | DR |
| ---- | --------- | -- | - | - | - | - | -- | -- | -- |
| 1.   | Messico   | 4  | 3 | 1 | 2 | 0 | 4  | 1  | +3 |
| 2.   | Giamaica  | 4  | 3 | 1 | 2 | 0 | 3  | 1  | +2 |
| 3.   | Honduras  | 3  | 3 | 0 | 3 | 0 | 1  | 1  | 0  |
| 4.   | Guatemala | 1  | 3 | 0 | 1 | 2 | 1  | 6  | -5 |

| Squadra 1 | Risultato | Squadra 2 |
| --------- | --------- | --------- |
| Honduras  | 0 - 0     | Guatemala |
| Messico   | 0 - 0     | Giamaica  |
| Honduras  | 1 - 1     | Messico   |
| Giamaica  | 3 - 1     | Guatemala |
| Giamaica  | 0 - 0     | Honduras  |
| Messico   | 3 - 0     | Guatemala |

### Gruppo B
| Pos. | Squadra     | Pt | G | V | N | P | GF | GS | DR  |
| ---- | ----------- | -- | - | - | - | - | -- | -- | --- |
| 1.   | Stati Uniti | 5  | 3 | 2 | 1 | 0 | 12 | 1  | +11 |
| 2.   | Cuba        | 5  | 3 | 2 | 1 | 0 | 8  | 1  | +7  |
| 3.   | El Salvador | 2  | 3 | 1 | 0 | 2 | 2  | 8  | -6  |
| 4.   | Porto Rico  | 0  | 3 | 0 | 0 | 3 | 0  | 12 | -12 |

| Squadra 1   | Risultato | Squadra 2   |
| ----------- | --------- | ----------- |
| Cuba        | 4 - 0     | Porto Rico  |
| Stati Uniti | 5 - 0     | El Salvador |
| Cuba        | 3 - 0     | El Salvador |
| Porto Rico  | 0 - 6     | Stati Uniti |
| El Salvador | 2 - 0     | Porto Rico  |
| Stati Uniti | 1 - 1     | Cuba        |

### Gruppo C
| Pos. | Squadra           | Pt | G | V | N | P | GF | GS | DR |
| ---- | ----------------- | -- | - | - | - | - | -- | -- | -- |
| 1.   | Trinidad e Tobago | 6  | 3 | 3 | 0 | 0 | 9  | 2  | +7 |
| 2.   | Canada            | 3  | 3 | 1 | 1 | 1 | 1  | 1  | 0  |
| 3.   | Panama            | 2  | 3 | 1 | 0 | 2 | 4  | 7  | -3 |
| 4.   | Antille Olandesi  | 1  | 3 | 0 | 1 | 2 | 1  | 5  | -4 |

| Squadra 1         | Risultato | Squadra 2         |
| ----------------- | --------- | ----------------- |
| Canada            | 1 - 0     | Panama            |
| Trinidad e Tobago | 3 - 0     | Antille Olandesi  |
| Antille Olandesi  | 0 - 0     | Canada            |
| Panama            | 2 - 5     | Trinidad e Tobago |
| Antille Olandesi  | 1 - 2     | Panama            |
| Trinidad e Tobago | 1 - 0     | Canada            |

## Secondo turno
| Pos. | Squadra           | Pt | G | V | N | P | GF | GS | DR |
| ---- | ----------------- | -- | - | - | - | - | -- | -- | -- |
| 1.   | Messico           | 5  | 3 | 2 | 1 | 0 | 4  | 1  | +3 |
| 2.   | Stati Uniti       | 4  | 3 | 1 | 2 | 0 | 3  | 2  | +4 |
| 3.   | Cuba              | 2  | 3 | 1 | 0 | 2 | 1  | 2  | -1 |
| 4.   | Trinidad e Tobago | 1  | 3 | 0 | 1 | 2 | 1  | 4  | -3 |

| Squadra 1         | Risultato | Squadra 2         |
| ----------------- | --------- | ----------------- |
| Cuba              | 0 - 1     | Messico           |
| Stati Uniti       | 1 - 1     | Trinidad e Tobago |
| Cuba              | 0 - 1     | Stati Uniti       |
| Trinidad e Tobago | 0 - 2     | Messico           |
| Messico           | 1 - 1     | Stati Uniti       |
| Trinidad e Tobago | 0 - 1     | Cuba              |

Messico, Stati Uniti e Cuba qualificate al Campionato mondiale di calcio Under-17 1991.